# La Mamounia
El Hotel de la Mamounia, llamado habitualmente La Mamounia, es un hotel de cinco estrellas situado al oeste de la medina de Marrakech (Marruecos), frente a la cordillera del Atlas. Junto con el Jardín Majorelle, la Mezquita Kutubía y la plaza de Yamaa el Fna, es considerado uno de los lugares más emblemáticos de la ciudad. Es propiedad de la Office National des Chemins de Fer (ONCF), el Ayuntamiento de Marrakech y la caja de depósitos marroquí.

## Historia
La parcela en la que se encuentra el actual hotel perteneció al califa Abd al-Mumin, el primero de los almohades, desde el siglo xii. En el siglo xviii, lo que es en la actualidad La Mamounia era un jardín adosado a las murallas del casco antiguo, perteneciente al sultán alauí Mohammed III y su esposa Lalla Fatima. Mohammed III diseñó los jardines para su hijo, el príncipe Mamoun, y se lo ofreció como regalo de matrimonio. El príncipe le dio el nombre «Arsal el Mamoun», que con el tiempo se transformaría en «Arsat Mamounia». Este jardín contaba con un sistema de riego eficiente.
El primer edificio en la parcela, que sería seguido por varios otros, el Pabellón de la Mamounia, llamado posteriormente «Palacio de La Mamounia», se construyó en el siglo xix y se parecía a una «casa burguesa situada en pleno desierto». Este edificio fue destruido hacia 1922, pero la idea de un gran hotel había germinado hacia 1920. El año siguiente, Albert Laprade firmó los primeros planos para la futura construcción, que fueron seguidos por un segundo diseño de Robert Lièvre, pero ninguno de estos proyectos tuvo éxito. En 1923, los arquitectos Henri Prost y Marchisio dirigieron el inicio de las obras del hotel, que tendría cincuenta habitaciones en una sola planta, por cuenta de la Office National des Chemins de Fer (ONCF). Jacques Majorelle decoró el salón que lleva su nombre, que originalmente era el vestíbulo de entrada. En 1925, el hotel abrió sus puertas, con su decoración sobria y moderna, ocupando un edificio central con una única ala llamada «Ala Koutoubia». El hotel recibió el patronímico femenino de La Mamounia. Inicialmente, el hotel estaba destinado principalmente a largas estancias, y los huéspedes acudían a él con sus muebles.

### Reinado de Hasán II

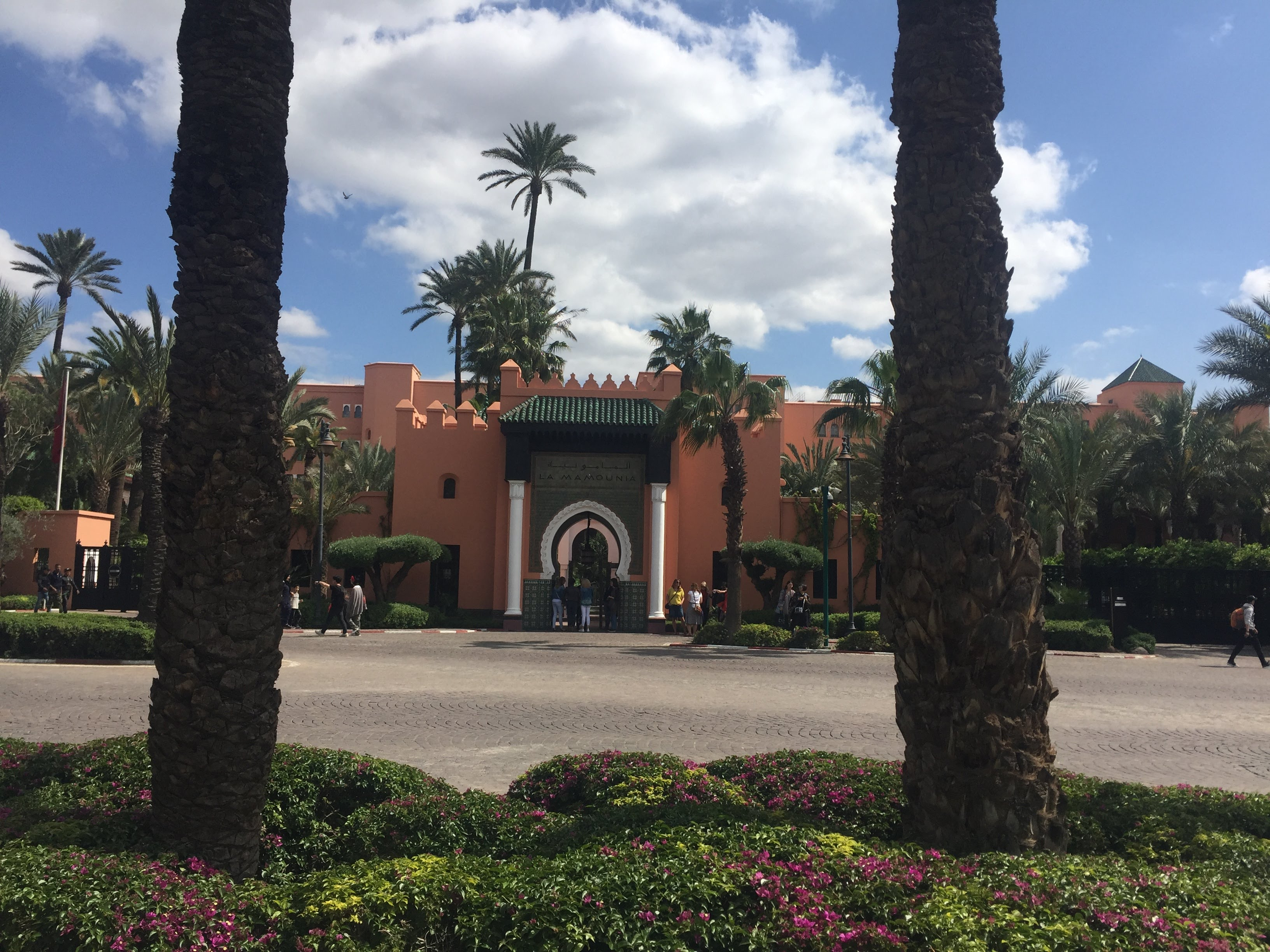
La entrada al hotel desde la calle.

En 1977, bajo el impulso del rey Hasán II, el hotel fue sometido a una primera renovación, efectuada en nueve meses por el joven arquitecto marroquí Aziz Lazrak y el decorador francés Jean-Louis Chollet, asesorados por el arquitecto del rey, Jean-Emile Duhon. Esta primera intervención fue seguida por la de André Paccard, el «decorador del rey», que renovó el hotel en cinco meses a finales de la década de 1980 con una mezcla de decoración art déco y de la tradición marroquí, y le añadió una cuarta planta, una nueva ala y un casino. El hotel contaba entonces con unas doscientas habitaciones. Catorce años más tarde, Alberto Pinto emprendió una nueva renovación, la quinta que experimentó el hotel desde el final de la Segunda Guerra Mundial, época durante la cual el hotel duplicó su número de habitaciones y se vio dotado de una segunda ala.

### Renovación de 2009
Al igual que había hecho su padre veinte años antes, el rey Mohamed VI impulsó una nueva renovación del hotel. La Mamounia cerró sus puertas en 2006. Tres años más tarde, durante el primer semestre de 2009, se subastaron el mobiliario, los sillones, las mesas, las lámparas, la linería e incluso los carruajes. En septiembre de 2009, tras tres años y con un coste de 120 millones de euros, La Mamounia reabrió sus puertas con un ambiente en claroscuro y tonos medios diseñado por Jacques Garcia, decorador conocido por su realización del Hôtel Costes de París, que reconstituyó la disposición de los salones previa a la renovación de la década de 1980 y diseñó una nueva decoración de estilo hispanomusulmán. Con más de doscientas habitaciones y un notable aumento de los precios, también se amplió la piscina del hotel y se creó un spa de 2500 m² de la marca Shiseido, que cuenta con varias salas de cuidados, dos piscinas de ozono y tres hammams. El hotel tiene en total unos ochocientos trabajadores y creó un premio literario, el Premio La Mamounia.

### 2018: hacia la privatización de La Mamounia
En octubre de 2018, la revista Condé Nast Traveler US colocó a La Mamounia en la cabeza de su clasificación de los mejores hoteles del mundo y de los mejores hoteles de África. En noviembre de 2018, Mustapha El Khalfi, portavoz del gobierno y ministro delegado encargado de las relaciones con el Parlamento y la sociedad civil, anunció que el gobierno iba a lanzar un procedimiento de privatización del hotel y de la central térmica de Tahaddart. Rabat estima que la privatización reportará unos 6000 millones de dírhams.

## Restaurantes y jardines

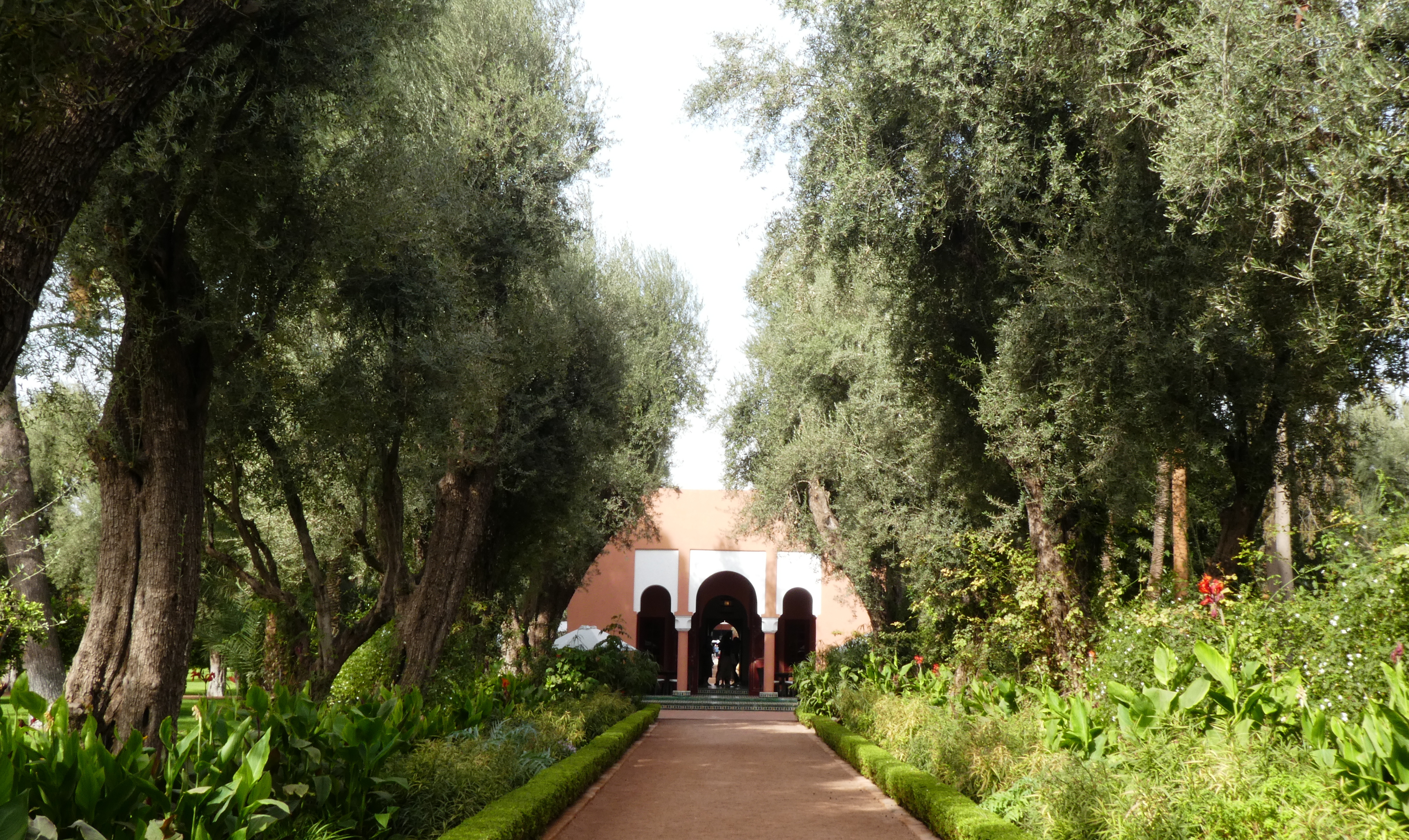
Los jardines del hotel.

### Restaurantes
La Mamounia dispone de cuatro restaurantes: Jean-Georges Vongerichten es el chef del Restaurant L'italien y del Restaurant l'asiatique, y Rachid Agouray es el chef de las especialidades marroquíes y del buffet mediterráneo. Una huerta de 1500 m² permite el aprovisionamiento de numerosas verduras.

### Jardines
Compuestos por olivos, palmeras, rosales, jacarandas, naranjos, pinos de Alepo, buganvillas, adelfas y una avenida con ochenta cactus, los jardines ocupan una superficie de ocho hectáreas en el seno de un dominio de quince hectáreas en total, y son conservados por setenta jardineros. Desde los jardines puede verse el minarete de la Mezquita Kutubía, al igual que las cimas nevadas de la cordillera del Atlas.

## Personalidades
En el curso de su historia, el hotel ha visto pasar a numerosas personalidades, políticos, hombres de negocios, estrellas del cine, escritores y periodistas. Maurice Ravel tocó aquí el piano, Winston Churchill dio su nombre al bar del hotel, Charles de Gaulle durmió una única noche en el hotel en una cama realizada a medida debido a su gran estatura, Pierre Joxe y Pierre Bérégovoy se pelearon en él, Arielle Dombasle y Bernard-Henri Lévy lo frecuentaban a menudo, y Dominique Strauss-Kahn y Anne Sinclair cenaron allí durante las obras de su riad.
También ha sido frecuentado por los cantantes Joséphine Baker, Maurice Chevalier, Édith Piaf, Ray Charles, Jacques Brel, Charles Aznavour, Elton John y Paul McCartney, que compuso en él la canción Mamunia, incluida en el álbum Band on the Run de los Wings; por personalidades del mundo del cine como Charlie Chaplin, Marlene Dietrich, Danielle Darrieux, Michèle Morgan, Pierre Brasseur, Charlton Heston, Orson Welles, Claude Lelouch, Nicole Kidman, Shay Mitchell, Sophie Marceau o Sarah Jessica Parker durante el rodaje de Sex and the City 2; por la escritora Marguerite Yourcenar, Colette y Jean-Edern Hallier; y por los políticos Richard Nixon, Ronald Reagan, Jack Lang y Jacques Chirac. Anna Delvey pasó sus vacaciones en este hotel a expensas de una amiga, elemento que sería utilizado posteriormente contra ella en su proceso.

## La Mamounia y el cine
Algunas escenas de The Man Who Knew Too Much de Alfred Hitchcock fueron grabadas en el hotel. Erich von Stroheim acudió allí en varias ocasiones. Desde la década de 1950, el hotel ha sido utilizado con frecuencia para rodajes de cine. La Mamounia también es un lugar importante del Festival Internacional de Cine de Marrakech.